# Benevento Calcio
Benevento Calcio ist ein 1929 gegründeter italienischer Fußballverein aus der kampanischen Stadt Benevento. Weitere Bezeichnungen sind Gli Stregoni („Die Zauberer“), I Sanniti („Die Samniten“) und I Giallorossi („Die Gelb-Roten“).
Heimspielstätte des Vereins ist das 16.867 Plätze fassende Stadio Ciro Vigorito.
In der Saison 2017/18 spielte Benevento Calcio erstmals in seiner Geschichte in der ersten italienischen Liga, der Serie A. Hier verlor er die ersten 14 Spiele in Folge und stellte damit einen Negativrekord auf.

## Geschichte

### Anfänge
Benevento Calcio wurde im Jahre 1929 gegründet. Damals hieß der Verein noch AC Benevento. Das Team spielte auf einem Sportplatz im Stadtviertel Rione Libertà, alle Spieler waren damals noch aus der Region und hatten ihren Wohnsitz in Benevento. Anno 1934 gelang es den Spielern vom AC Benevento, erstmals den Sprung in die Serie C zu schaffen. Vier Jahre darauf gelang sogar der erste Titelgewinn, nämlich das überregionale Turnier Capocci. Die Prämie dafür war ein Teller voll Gold. 1942 änderte das Unternehmen, das den AC Benevento zuvor gesponsert hatte, ihren Namen, es hieß nun GUF (Gruppo universitario fascista), das heißt übersetzt „faschistische Universitätsgruppe“. In den folgenden Jahren gelang es dem AC Benevento mehrmals, in die Serie B aufzusteigen. Man musste jedoch aus finanziellen Gründen bald absteigen. Mit diesem Abstieg begann die sportliche Krise in Benevento, die etwa ein ganzes Jahrzehnt dauerte. Das Team fiel auseinander und der Verein versank in der Bedeutungslosigkeit.

### Fusion zu Benevento Calcio
Nachdem der ehemals landesweit bekannte Verein aus Kampanien seit mehreren Jahrzehnten irgendwo in unteren Ligen gespielt hatte, kam es im Jahr 1963 zur Fusion vom AC Benevento mit SS San Vito, einem anderen populären Club aus der Gegend um Benevento. Entstanden war Benevento Calcio. Der neu entstandene Verein sollte weitaus erfolgreicher werden als die beiden Gründervereine. Zwar gewann auch dieser Verein nie einen Titel und das Thema Abstieg spielte immer eine große Rolle, so hielt sich Benevento Calcio in den oberen italienischen Ligen und verschwand nicht derart in der Versenkung wie der AC Benevento.

### Erfolgreiche Zeit
Die zehn Jahre von 1970 bis 1980 stellten die bis dahin erfolgreichste Zeit in der Geschichte von Benevento Calcio dar. In dieser Zeit gelang dem Verein der Aufstieg in die Serie C, wo man gleich in der ersten Saison den vierten Platz belegte und die Teilnahme am englisch-italienischen Pokal sicherte. Die einzige Enttäuschung in dieser Zeit war der verpasste Aufstieg in die Serie B in der Saison 1975/76, als Benevento in den letzten Tagen der Meisterschaft den sicher geglaubten Aufstieg noch verspielte. 1979 wurde das Stadion von Benevento Calcio, das damalige Stadio Santa Colomba eröffnet, das knapp 19.000 Plätze besaß. Beim ersten Spiel im neuen Stadion war Ascoli Calcio zu Gast, das Stadio Santa Colomba war mit einer Zuschauerzahl von 25.000 Menschen überfüllt. Nun waren die Jahre des Erfolges in Benevento aber vorerst vorbei.

### Gegenwart
Nach der glorreichen Zeit in den 1970er Jahren lief es für Benevento Calcio nicht mehr so gut. Man stieg bald in die Serie C2 ab. 1996 konnte sich Benevento Calcio für die Aufstiegsplayoffs der Serie C2 qualifizieren, scheiterte jedoch im Halbfinale. In der Saison 1998/99 errang die kampanische Mannschaft den vierten Rang in der Liga und qualifizierte sich somit für die Play-offs um den Aufstieg in die dritthöchste Spielklasse. Nachdem in den Halbfinals der FC Catanzaro besiegt werden konnte, gelang auch im Finalspiel gegen den FC Messina ein Sieg und Benevento schaffte den Aufstieg in die nächsthöhere Liga. Auf dieses Ereignis folgte eine weitere Krise in der Geschichte von Benevento Calcio.
Im Jahre 2006 wurde der Verein nach seiner Insolvenz von einem Unternehmen aus Benevento übernommen und setzte in der viertklassigen Serie C2 den Spielbetrieb fort. In der Saison 2007/08 stieg Benevento Calcio unter Leitung von Gianni Simonelli wieder in die Serie C1 auf, um nach einem Abstieg in der Saison 2008/09 wieder den Aufstieg in die Lega Pro Prima Divisione zu feiern. In der Saison 2009/10 erreichte Benevento Calcio in der Coppa Italia die zweite Runde, nachdem der AC Prato in der ersten Runde mit 3:1 bezwungen wurde. Man scheiterte erst an Zweitligist Salernitana Calcio.
In der Saison 2015/16 stieg Benevento Calcio in die Serie B auf. Bereits in der folgenden Saison erreichte das Team von Trainer Marco Baroni den fünften Platz und qualifizierte sich so für die Aufstiegs-Play-offs. Durch einen 1:0-Sieg im Finale gegen FC Carpi sicherte sich der Verein zum ersten Mal in der Vereinshistorie den Aufstieg in die Serie A. Im Oktober 2017 wurde Aufstiegstrainer Marco Baroni nach neun Niederlagen aus den ersten neun Spielen ebenso entlassen, wie Sportdirektor Salvatore Di Somma. Baronis Nachfolger wurde Roberto De Zerbi. Nach dem Trainerwechsel setzte sich die Serie der Niederlagen zunächst fort; erst am 15. Spieltag gelang der Mannschaft ein unentschiedener Spielausgang und schließlich am 19. Spieltag gegen Chievo Verona der erste Sieg. Es folgte der Abstieg in die Serie B. In der Saison 2020/21 spielte der Verein aus Kampanien nochmals in der Serie A.

## Ehemalige Spieler
- Samuel Armenteros
- Vid Belec
- Sebastián Bueno
- Luca Caldirola
- Giuseppe Cavanna
- Karamoko Cissé
- Massimo Coda
- Alessio Cragno
- Danilo Cataldi
- Bryan Dabo
- Gaetano D’Agostino
- Serge Dié
- Dirceu
- Michael Ferrante
- Përparim Hetemaj
- Oliver Kragl
- Gianluca Lapadula
- Walter López
- Fabio Lucioni
- Christian Maggio
- José Montiel
- Lorenzo Montipò
- Raffaele Palladino
- Marcos Ariel de Paula
- George Pușcaș
- Sandro Raniere
- Pasquale Schiattarella
- Massamasso Tchangaï

## Ehemalige Trainer
- Leonardo Acori
- Gaetano Auteri
- Marco Baroni
- Andrea Bassi
- Gastone Bean
- Corrado Benedetti
- Fabio Brini
- Giovanni Busoni
- Andrea Camplone
- Guido Carboni
- Fabio Caserta
- Giuseppe Cavanna
- Nicola Chiricallo
- Agatino Cuttone
- Salvatore Esposito
- Mario Facco
- Giuseppe Galderisi
- Antonio Gianmarinaro
- Armand Halmos
- Ferenc Hirzer
- Carmelo Imbriani
- Filippo Inzaghi
- Juan Landaida
- Graziano Landoni
- Lamberto Leonardi
- Francesco Liguori
- Francisco Lojacono
- Adriano Lombardi
- Romano Mattè
- Lino De Petrillo
- Danilo Pileggi
- Ferenc Plemich
- Oronzo Pugliese
- Giuseppe Materazzi
- Rosario Rampanti
- Rosario Rivellino
- Antonio Rocca
- Giorgio Rumignani
- Pietro Santin
- Raffaele Sergio
- Massimo Silva
- Gianni Simonelli
- Guido Ugolotti
- Giuseppe Viani
- József Zilisy
- Mario Zurlini